# Eleições legislativas na Escócia em 2007
As eleições legislativas de 2007 na Escócia tiveram lugar no dia 3 de Maio de 2007.
O Parlamento da Escócia foi restaurado em 1999 e estas são as terceiras eleições legislativas a realizarem-se desde então. Decide assuntos ao nível da Saúde, Educação, Desenvolvimento Económico, Transportes, Cultura, Serviços Sociais e Finanças.
O Parlamento da Escócia tem 129 lugares, 73 correspondem aos círculos eleitorais escoceses (é eleito um deputado por cada círculo) e os restantes 56 são membros das oito regiões em que está dividida a Escócia.
Até agora, o Partido Trabalhista era maioritário na Escócia, onde tem 50 lugares e governa em coligação com os liberais democratas (terceira formação britânica).

## Resultados
O Partido Trabalhista acabou por sair derrotado destas eleições ao conquistar 46 assentos contra 47 do Partido Nacional Escocês, embora o primeiro-ministro britânico, Tony Blair se tenha manifestado satisfeito com o resultado.
O Partido Nacional Escocês, que defende a independência da Escócia em relação ao Reino Unido, foi o vencedor do escrutínio, terminando com um domínio de 50 anos dos trabalhistas na Escócia.
Os Lugares parlamentares ficam distribuidos por cinco formações políticas e um independente:
No dia 16 de Maio de 2007 Alex Salmond, líder do Partido Nacional Escocês, é eleito pelo Parlamento Escocês para chefiar o governo autónomo, sendo a primeira vez que um líder independentista chega àquele cargo.

## Resultados oficiais
| Partidos     | Partidos                       | Distrito eleitoral | Distrito eleitoral | Distrito eleitoral | Distrito eleitoral | Distrito eleitoral | Região    | Região | Região | Região    | Região  | Total     | Total |
| Partidos     | Partidos                       | Votos              | %                  | +/-                | Deputados          | +/-                | Votos     | %      | +/-    | Deputados | +/-     | Deputados | +/-   |
| ------------ | ------------------------------ | ------------------ | ------------------ | ------------------ | ------------------ | ------------------ | --------- | ------ | ------ | --------- | ------- | --------- | ----- |
|              | Partido Nacional Escocês       | 664 227            | 32,9               | 9,1                | 21 / 73            | 12                 | 633 401   | 31,0   | 10,1   | 26 / 56   | 8       | 47 / 129  | 20    |
|              | Partido Trabalhista Escocês    | 648 374            | 32,2               | 2,4                | 37 / 73            | 9                  | 595 415   | 29,2   | 0,1    | 9 / 56    | 4       | 46 / 129  | 4     |
|              | Partido Conservador Escocês    | 334 743            | 16,6               | Estável            | 4 / 73             | 1                  | 284 005   | 13,9   | 1,6    | 13 / 56   | 2       | 17 / 129  | 1     |
|              | Liberal Democratas Escoceses   | 326 232            | 16,2               | 0,9                | 11 / 73            | 2                  | 230 671   | 11,3   | 0,5    | 5 / 56    | 1       | 16 / 129  | 1     |
|              | Partido Verde Escocês          | 2 971              | 0,2                | 0,2                | 0 / 73             | Estável            | 82 584    | 4,0    | 2,9    | 2 / 56    | 5       | 2 / 129   | 5     |
|              | Partido Unido dos Pensionistas | 1 702              | 0,1                | Estável            | 0 / 73             | Estável            | 38 743    | 1,9    | 0,4    | 0 / 56    | 1       | 0 / 129   | 1     |
|              | Solidariedade                  | -                  | -                  | -                  | -                  | -                  | 31 066    | 1,5    | Novo   | 0 / 56    | Novo    | 0 / 129   | Novo  |
|              | Partido Cristão Escocês        | 4 586              | 0,2                | Novo               | 0 / 73             | Novo               | 26 575    | 1,3    | Novo   | 0 / 56    | Novo    | 0 / 129   | Novo  |
|              | Partido Nacional Britânico     | -                  | -                  | -                  | -                  | -                  | 24 616    | 1,2    | Novo   | 0 / 56    | Novo    | 0 / 129   | Novo  |
|              | Independente                   | 25 047             | 1,2                | 1,2                | 0 / 73             | 2                  | 21 320    | 1,0    | 0,7    | 1 / 56    | Estável | 1 / 129   | 2     |
|              | Outros                         | 9 096              | 0,5                |                    | 0 / 73             |                    | 73 713    | 3,6    |        | 0 / 56    |         | 0 / 129   |       |
| Total        | Total                          | 2 016 978          | 100                |                    | 73 / 73            |                    | 2 042 109 | 100    |        | 56 / 56   |         | 129 / 129 |       |
| Participação | Participação                   |                    | 52,4               | 3,0                |                    |                    |           | 52,4   | 3,0    |           |         |           |       |